# Purple Storm
Pour plus de détails, voir Fiche technique et Distribution.
Purple Storm (紫雨風暴, Chi yue fung bou) est un film hongkongais réalisé par Teddy Chan, sorti le 25 novembre 1999.

## Synopsis
Todd, un terroriste Khmer, est fait prisonnier par la police à la suite d'une opération coup-de-poing. La brigade anti-terroriste menée par l'inspecteur Li veut l'utiliser afin de contrecarrer les futurs plans de Soong, leader d'un groupuscule cambodgien qui souhaite mettre à mal le continent asiatique en utilisant une arme chimique dévastatrice, surnommée « Purple Storm ». Mais Todd a perdu la mémoire... La police veut alors tenter de l'hypnotiser pour lui faire croire qu'il est de leur côté. Mais il y a un problème : Soong est le père de Todd, et il veut récupérer son fils...

## Fiche technique
- Titre : Purple Storm
- Titre original : 紫雨風暴 (Chi yue fung bou)
- Réalisation : Teddy Chan
- Scénario : Jo Jo Hui, Oi Wah Lam et Clarence Yip
- Musique : Peter Kam
- Pays d'origine : Hong Kong
- Date de sortie : 25 novembre 1999
- Format : 35 mm, 1.85:1, couleur, Dolby Digital
- Genre : Action, policier et thriller
- Durée : 112 minutes

## Distribution
- Daniel Wu : Todd Nguyen
- Kam Kwok-leung : Soong
- Emil Chow : Ma Li
- Josie Ho : Guan Ai
- Joan Chen : Shirley Kwan
- Theresa Lee : Cheryl
- Mike Cassey : le pilote de l'air
- Patrick Tam
- Huang Jian-xin
- Michael Tong
- Moses Chan
- Moo Kai
- Cordelia Choy

## Distinctions
- Prix de la meilleure photographie (Arthur Wong), meilleures chorégraphies (Stephen Tung), meilleure musique et meilleur son, lors du Golden Horse Film Festival 1999.
- Nominations pour le meilleur second rôle masculin (Kwok-Leung Gan) et meilleur second rôle féminin (Josie Ho), lors des Golden Bauhinia Awards 2000.
- Nominations pour le meilleur second rôle féminin (Josie Ho) et la meilleure musique (Peter Kam), lors des Hong Kong Film Awards 2000.
- Prix de la meilleure photographie (Arthur Wong), meilleure direction artistique, meilleurs costumes et maquillages (Dora Ng), meilleur son, meilleur montage (Chi-Leung Kwong) et meilleures chorégraphies (Stephen Tung), lors des Hong Kong Film Awards 2000.